# As Aventuras de Mário Fofoca
As aventuras de Mário Fofoca é um filme brasileiro de 1982, baseado no personagem de Cassiano Gabus Mendes para a telenovela Elas por Elas, o detetive Mário Fofoca, do gênero comédia, dirigido por Adriano Stuart e roteiro de Adriano Stuart, Cassiano Gabus Mendes e Carlos Lombardi.

## Sinopse
O enrolado detetive Mário Fofoca ajuda o namorado da irmã a descobrir quem roubou os planos de um desenho revolucionário prestes a ser fabricado pela empresa onde trabalha.
Fofoca investiga um caso de espionagem industrial, sendo sistematicamente impedido por seu sogro, que quer matá-lo, mas sempre encontra um impedimento.

## Elenco
- Luiz Gustavo .... Mário Fofoca
- Sandra Bréa
- Ana Ariel
- John Herbert
- Maria Luíza Castelli
- Walter Stuart
- Mila Moreira .... Ângela
- Guilherme Corrêa
- Márcio de Lucca
- Antônio Fagundes
- Alice Faria
- Genésio Afonso
- Ricardo Araujo
- Ciro Corrêa de Castro
- Júlia Lemmertz
- Felipe Levy
- Henrique Taubaté Lisboa
- Osvaldo Mesquita
- Rubens Moral
- Mila Moreira
- Emil Rached
- Dante Rui
- Clayton Silva
- Susana Vieira .... Ana